# Бурега Валерій Васильович
Валерій Васильович Бурега (20 жовтня 1951 , Олександрія, Кіровоградська область  — 27 січня 2021 , Харків ) — український вчений, доктор соціологічних наук, кандидат психологічних наук, професор, заслужений працівник освіти України, полковник Збройних силах України у відставці.
Член правління Соціологічної асоціації України, керівник Донецької обласної організації, член Президії Соціологічної асоціації України (2004—2020), академік Академії вищої школи України, академік Економічної академії наук України, академік Євразійської академії адміністративних наук (Росія), член Асоціації психологів України.

## Біографія
Валерій Васильович Бурега народився 20 жовтня 1951 року в місті Олександрія Кіровоградської області Української РСР .
Після закінчення школи № 49 в м Горлівка Донецької області, в 1968—1969 роках працював слюсарем підземної автоматики на шахті ім. М. І. Калініна (м. Горлівка).
У 1969 році вступив і в 1973 році закінчив з відзнакою Курганське вище військово-політичне авіаційне училище.
У 1973—1979 роках служив на офіцерських посадах в Збройних силах СРСР (Забайкальський військовий округ, м Чита).
У 1979 році вступив і в 1982 році закінчив з відзнакою Військово-політичну академію ім. В. І. Леніна, педагогічний факультет, спеціалізація «Психологія і педагогіка» (м. Москва).
У 1982—1993 роках служив на викладацьких і командних посадах в Донецькому вищому військово-політичному училищі інженерних військ і військ зв'язку (Україна).
У вересні-листопаді 1986 року брав безпосередню участь в ліквідації наслідків аварії на Чорнобильській АЕС .
У 1989 році закінчив ад'юнктуру по кафедрі військової і соціальної психології Військово-політичної академії ім. В. І. Леніна (м. Москва).
У 1989 році захистив кандидатську дисертацію на тему «Професіограма ротного політпрацівника: науково-психологічні основи розробки її змісту і застосування» (присуджено науковий ступінь кандидата психологічних наук).
У 1991 році — засновник і начальник однієї з перших у вищих військово-навчальних закладах СРСР, кафедри соціальної і військової психології в військово-політичному училищі, остання посада в Збройних силах України — заступник начальника Донецького вищого військового училища інженерних військ і військ зв'язку — начальник соціально-психологічної служби (1991—1993 роки).
З 1992 року — доцент, а в 1997 році присвоєно вчене звання — професор .
У 1993—2013 роках — перший проректор — проректор з навчальної роботи, засновник і завідувач кафедрою соціально-гуманітарних дисциплін, засновник і завідувач першої в Україні кафедри соціології управління (з 2004 року) в Донецькому державному університеті управління .
У 2003 році захистив докторську дисертацію на тему «Соціально-адекватний менеджмент: концептуалізація моделі» (присуджено науковий ступінь доктора соціологічних наук);
У 2014—2020 роках — завідувач кафедрою соціології та політології в Національному технічному університеті «Харківський політехнічний інститут», а з червня 2020 року — професор цієї ж кафедри. Був професором кафедри прикладної соціології і соціальних комунікацій соціологічного факультету Харківського національного університету імені В. Н. Каразіна .
Валерій Васильович Бурега помер 27 січня 2021 року в місті Харкові.

## Наукова діяльність
Автор концепції соціально-адекватного управління в області теорії соціології; творець загальної теорії терору; засновник першої в Україні та країнах СНД наукової школи соціології державного управління; в психологічній професіографіі — розробник теоретичних основ і методики створення базової професіограми фахівця в області управління .
Під його науковим керівництвом захищено 13 кандидатських і 2 докторські дисертації по соціології та державному управлінні.

## Основні праці в соціології
Автор понад 260 наукових робіт. Основні монографії:
- Философия управления /А. В. Алехин, В. В. Бурега, С. Ф. Поважный, Л. В. Алехина: монография. — Донецк: ДонГАУ, 1999. — 234 с.
- Бурега В. В. Менеджмент: этносоциальный аспект: монография / В. В. Бурега. — К. : Ин-т социологии НАН Украины, 1999. — 146 с.
- Бурега В. В. Социально-адекватный менеджмент: монография / В. В. Бурега. — К.: Ин-т социологии НАН Украины, 2000.- 379 с.
- Бурега В. В. Управленческая деятельность: теория и практика профессиографического исследования: монография / В. В. Бурега. — Донецк: ИЭП НАН Украины, 2000.- 139 с.
- Бурега В. В. Социально-адекватный менеджмент. В поисках новой парадигмы: монография / В. В. Бурега. — К. : Академия, 2001. — 272 с.
- Бурега В. Социально-адекватное управление: монография / В. В. Бурега. — Донецк: Норд Компьютер, 2005. — 170 с.
- Бурега В. В. Общая теория террора: монография / В. В. Бурега. — Донецк: ДонГУУ, 2008. — 132 с.
- Регенерация населения Украины: сценарий будущего: монография / М. М. Шутов, В. В. Бурега, С. М. Вовк . — Донецк: ВИК, 2010. — 205 с.
- Бурега В. В. Социология государственного управления: монография / Бурега В. В. — Донецк: ООО «Східний видавничий дім», 2012. — 167 с.

## Премії і нагороди
- Почесне звання «Заслужений працівник освіти України»;
- орден Богдана Хмельницького III ступеня;
- Медаль «За відзнаку у військовій службі» I ступеня;
- Медаль «За бездоганну службу» I, II і III ступеня;
- Орден «За мужність, честь і гуманність»;
- Медаль «Ветеран Чорнобиля»;
- Медаль «За заслуги»;
- Медаль «Ліквідатор»;
- Почесні відзнаки за участь в ліквідації наслідків аварії на ЧАЕС (Союз «Чорнобиль — Україна»);
- Почесні знаки Міністерства освіти України:
  - Нагрудний знак МОН України «Відмінник освіти» ,
  - Нагрудний знак «За наукові досягнення»
  - Нагрудний знак «Петро Могила»
- Чотири почесні грамоти Міністерства освіти і науки України;
- Почесна грамота і почесний знак Донецької обласної ради;
- Три почесні грамоти Донецької обласної державної адміністрації;
- Стипендія імені В. Н. Каразіна Харківської обласної державної адміністрації за дослідження в соціально-економічної сфері.